# Antonio Munar
Antonio Munar (Costich, Baleares, 1807 - Lovaina, 1847) fue un jesuita español.
Bover (Biblioteca de Escritores Baleares, tomo I) dice de él que fue "sabio de extraordinario talento, autor de varias obras ascéticas y de una multitud de poesías latinas y castellanas."
Compuso los himnos del oficio de san Fernando, que se rezó como propio de España.